# Konduz
Konduz, Kunduz ou Qunduz (em persa: قندوز, transl. Kondūz) é uma cidade do norte do Afeganistão, capital da província de Konduz.